# Нюгор, Андерс
Андерс Нюгор (дат. Anders Nygaard; род. 20 марта 1976, Таструп, Дания) — датский футболист, нападающий.

## Карьера
Андерс не имел серьёзного футбольного образования, поскольку он лишь несколько лет воспитывался на Фарерских островах в футбольной школе «ХБ». Во взрослом футболе он дебютировал в 1996 году на большой земле в составе «Глострупа», представлявшего датские низшие дивизионы. Последние 3 сезона этим клубом руководил Франк Скютте. В сезоне 2000/01 Скютте был назначен главным тренером «Видовре» из Первого дивизионе Дании и взял форварда с собой. В 2002 году Андерс вернулся на Фарерские острова, став футболистом «Б68», которым стал руководить Скютте. 26 марта форвард дебютировал за «Б68» в матче высшего фарерского дивизиона против «ХБ». Всего в 14 матчах чемпионата Фарерских островов Андерс отметился 5 забитыми мячами. Аналогичный результат он продемонстрировал на Кубке Фарерских островов, для этого ему потребовалось всего 8 сыгранных встреч, а тофтирцы дошли до полуфинала. Высокая результативность сделала нападающего любимцем болельщиков, а местные футбольные эксперты нарекли его настоящей находкой для клуба, поскольку «Андерс идеален в первом касании, а передачи Эссура Хансена и Арнольда Йоэнсена настолько же неэффективны без Нюгора, насколько чрезвычайно опасны с ним».
После необычайно успешного сезона в стане тофтирцев, Андерс вместе со своим одноклубником Фроуи Беньяминсеном проходил просмотр в «Силькеборге», представлявшем тогда Суперлигу Дании. Этот клуб не стал подписывать нападающего, и в итоге зимой 2003 года он присоединился к «Б93», который выступал в первой датской лиге. Андерс провёл полтора года в этом клубе, боровшимся за сохранение прописки в дивизионе, после чего перебрался в «Эльстюкке». Там он задержался на 2 года, сначала внеся вклад в сохранение клубом места в подэлитной лиге, а затем — в 8-е место по итогам сезона 2005/06. Покинув «Эльстюкке», Андерс на протяжении 3 сезонов снова выступал в составе «Глострупа» во втором датском дивизионе, после чего принял решение завершить свои выступления.